# Karel Oscar van Zweden

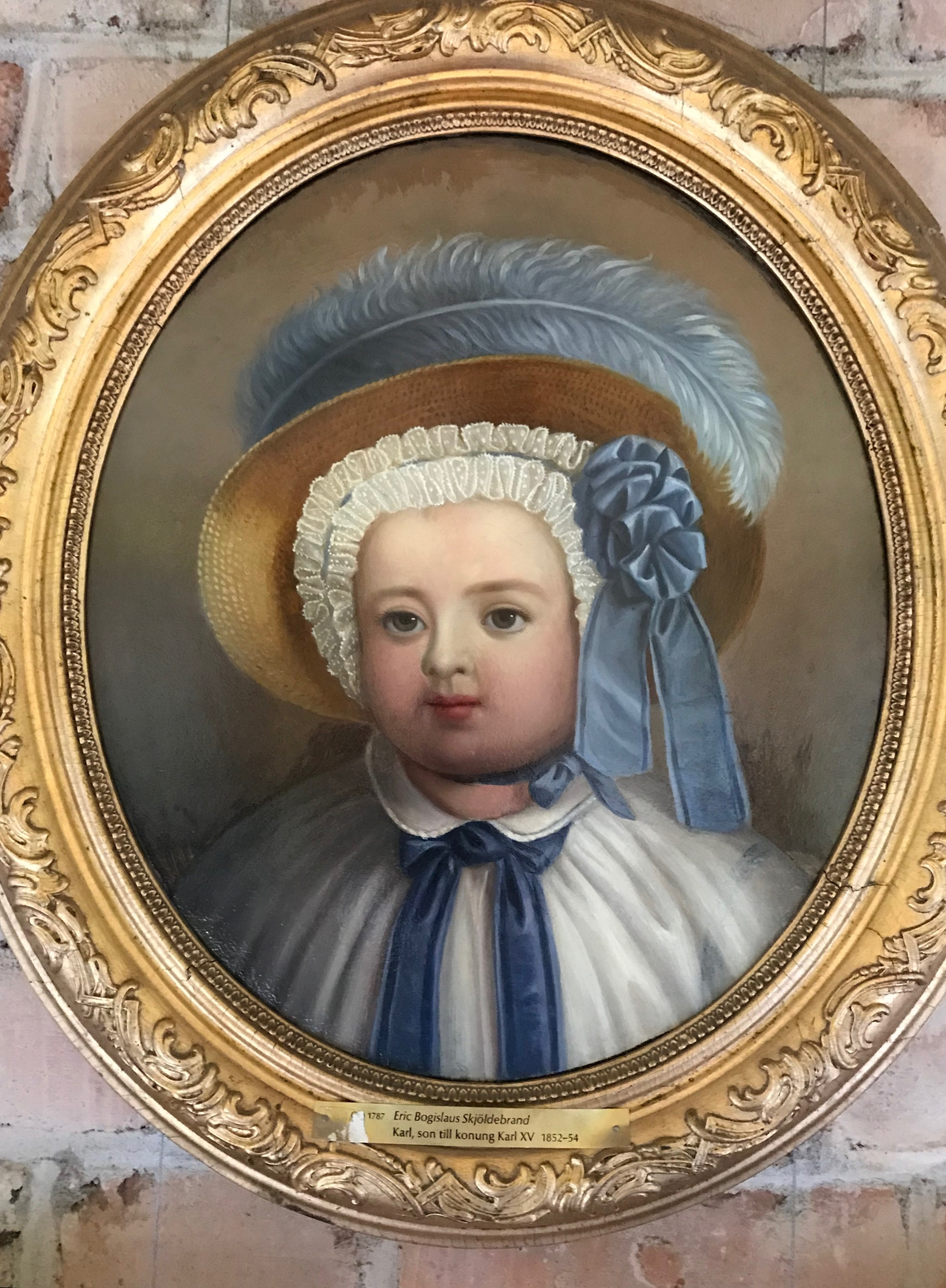
Prins Karel Oscar van Zweden

Karel Oscar Willem Frederik van Zweden (Stockholm, 14 december 1852 - aldaar, 13 maart 1854) was een Zweedse erfprins uit het Huis Bernadotte en door zijn plaats in de erflijn ook hertog van Södermanland.
Hij was de enige zoon van kroonprins Karel en Louise van Oranje-Nassau, een kleindochter van de Nederlandse koning Willem I. Zo werd hij tweede in de lijn van troonopvolging na zijn vader. Hij had een één jaar oudere zuster Louise die later, door haar huwelijk, koningin van Denemarken werd.
De prins leed in 1854 aan een aanval van mazelen. Door artsen werd aanbevolen de jongen koud-waterbaden te geven. Hierna liep de jonge prins een longontsteking op, waaraan hij niet veel later bezweek. Zijn lichaam werd bijgezet in de koninklijke crypte in de Riddarholmskyrkan.
Het koningschap ging over op Oscar II, een jongere broer van Karel XV.